# Xinhua (köpinghuvudort i Kina, Jilin Sheng, lat 44,58, long 122,87)
Xinhua (kinesiska: 新华, 新华镇) är en köpinghuvudort i Kina. Den ligger i provinsen Jilin, i den nordöstra delen av landet, omkring 200 kilometer väster om provinshuvudstaden Changchun. Antalet invånare är 22 182. Befolkningen består av 10 850 kvinnor och 11 332 män. Barn under 15 år utgör 15,0 %, vuxna 15-64 år 78 %, och äldre över 65 år 6,0 %.
Runt Xinhua är det ganska glesbefolkat, med 45 invånare per kvadratkilometer. Det finns inga andra samhällen i närheten. Trakten runt Xinhua består till största delen av jordbruksmark.
Genomsnittlig årsnederbörd är 589 millimeter. Den regnigaste månaden är juli, med i genomsnitt 135 mm nederbörd, och den torraste är januari, med 5 mm nederbörd.